# Замок Гортінс
Замок Гортінс (англ. Gorteens Castle) — один із замків Ірландії, розташований в графстві Кілкенні. Нині замок в руїнах, руїни стоять на приватній землі на сході графства Кілкенні, біля селища Сліверу, недалеко від міста Вотерфорд. Знаходиться в історичному приході Рахпатрік на південному сході від баронства Іда. Біля руїн церкви Рахпатрік є ще кілька давніх руїн.

## Історія замку Гортінс
Руїни замку Гортінс являють собою залишки однієї сторожової вежі, але колись замок був значно більшим. Назва замку Гортінс походить від ірландського слова на гортінсде (ірл. — na goirtinsdhe) — «маленькі сади» або «маленькі гори». Археологічні розкопки, проведені в 1993 році показали, що основна забудова замку була здійснена в XVI столітті, були додаткові стіни замку і господарські споруди.
Замок довгий час був власністю феодалів з династії ФітцДжеральд — англо-норманської аристократичної династії валійсько-норманського походження, династії наймогутніших феодалів Ірландії. У документах 1656 року повідомляється, що замок Гортінс і землі навколо нього належать баронам Іда, Ігрім або Іберкон в приході Рахпатрік. Джон ФітцДжеральд — католик згадується як останній володар замку Гортінс. У 1641—1651 роках Олівер Кромвель втопив в крові повстання за незалежність Ірландії. Володарі замку підтримали повстання, замок і землі були в них конфіскковані, господарі були переселені в Коннахт в грудні 1653 року. Виселеним господарям виділили землі Турлу та в Карра, що в графстві Мейо. Це відбулось в 1677 році.
У 1670 році замком Гортінс володів Семуель Скрімшир або Скрімшоу — протестант. У 1700 року замок належав родині Форсталл.